# Дезоксирибонуклеозид
Дезоксирибонуклеозидът е вид нуклеозид, съставен от нуклеотидна база, свързана с монозахарида дезоксирибоза чрез гликозидна връзка. Примери за рибонуклеозиди са: дезоксиаденозин, дезоксигуанозин, тимидин (дезокситимидин), дезоксиуридин, дезоксицитидин.